# Marit van der Lei
Marit van der Lei (* 1994 in Eibergen) ist eine niederländische Jazz- und Improvisationsmusikerin (Gesang, Komposition).

## Wirken
Van der Lei schloss 2016 ihr Bachelorstudium am Conservatorium Utrecht ab. 2020 absolvierte sie ihren Master-Abschluss in Jazzgesang am Koninklijk Conservatorium Den Haag.
Van der Lei komponierte für ihr eigenes Marit van der Lei Nextet, mit dem sie die Alben In Other Words (2018) und Clementia (2023) vorlegte, die bei der Kritik Anerkennung fanden. Weiterhin gehörte sie zum Large Ensemble von Kika Sprangers und bildete gemeinsam mit Anna Serierse und Sanne Rambags das Vokalimprovisationstrio Free the Voices. Ferner arbeitete sie mit der Tanzgruppe De Stilte und in der Produktion de Ontspoking, die Martin Fondse leitete. Zudem gehörte sie zum Startas Orkester, Taj Weekes und Adowa (Auftritt beim Montreux Jazz Festival) und dem Matthew Herbert Brexit Bigband Choir, mit dem sie sich bei North Sea Jazz und Jazz Middelheim präsentierte.